# Petr Fousek (fotbalový funkcionář)
Petr Fousek (* 19. listopadu 1962) je český fotbalový funkcionář, mezi lety 2021 a 2025 sedmý předseda Fotbalové asociace České republiky, od roku 2023 člen výkonného výboru UEFA. Předtím působil jako generální sekretář Českomoravského fotbalového svazu, FAČR a v orgánech UEFA a FIFA.

## Vzdělání a kariéra
Vystudoval Vysokou školu ekonomickou v Praze a získal titul Ing. Od roku 1993 působil v ČMFS a později ve FAČR na různých pozicích. V letech 2001–2007 zastával postavení generálního sekretáře, od roku 2011 do roku 2017 pak poradce předsedy. Projevoval se progresivními názory. V roce 2015 předsedal Organizačnímu výboru Mistrovství Evropy hráčů do 21 let, které hostila Česká republika.
Od roku 1994 působil rovněž v mezinárodních fotbalových organizacích jako delegát FIFA a UEFA, člen panelu Administrativních expertů UEFA, inspektor stadiónů či instruktor FIFA pro management a administrativu. Absolvoval mise v 19 zemích Asie, Afriky a Evropy, mezi lety 2018 a 2020 pak byl expertem FIFA a UEFA pro Řecký fotbalový svaz.
V roce 2017 dvakrát neúspěšně kandidoval na pozici předsedy FAČR. Předsedou se tehdy stal Martin Malík s podporou zákulisního hráče a pozdějšího místopředsedy FAČR Romana Berbra, proti kterému se Fousek vymezoval. Po vypuknutí korupčního skandálu v roce 2020 Berbr abdikoval a Malík v roce 2021 oznámil, že kandidovat na předsedu znovu nebude. Fousek informoval o své kandidatuře 7. dubna 2021, přičemž uvedl, že pro něj je „závazkem vyslyšet ty, kteří v českém fotbale volají po demokratizaci“. Za své cíle označil mimo jiné obnovu důvěry ve fotbal, zlepšení řízení a posílení vnějších vztahů. Byl považován za zástupce reformního křídla. Na 23. valné hromadě FAČR 3. června 2021 byl zvolen předsedou asociace se ziskem 106 hlasů, jeho protikandidát Karel Poborský obdržel 91 hlasů.
Na Kongresu UEFA byl 4. dubna 2023 zvolen v prvním kole členem Výkonného výboru UEFA. Získal 40 z 55 hlasů a stal se po 21 letech prvním českým funkcionářem v nejvyšším orgánu evropského fotbalu. Současně je nyní předsedou Komise UEFA pro stadiony a bezpečnost a místopředsedou Komise futsalu UEFA.
V minulosti byl Fousek hráčem a trenérem futsalu, místopředsedou Komise futsalu UEFA a v letech 1990-2001 předsedou českého Svazu futsalu.